# Classe Virginia (nave da battaglia)
La classe Virginia era una serie di navi da battaglia pre-dreadnought varate a partire dal 1904; fu la prima di concezione "moderna" della United States Navy. Costituita da 6 vascelli da 15.000 tonnellate, armate con cannoni da 305 e 203mm, ad essa seguì la classe Connecticut, molto simile alla precedente, ma leggermente più grande. Erano ben protette ed erano state costruite per montare l'armamento più potente nel più piccolo spazio possibile. Per ridurre il rischio dei danni a causa di incendi le parti in legno furono ricostruite in ferro, dove possibile. La capoclasse Georgia entrò in servizio nel 1906 e per un anno prestò servizio nell'Atlantico. Nel 1907 fu danneggiata da un'esplosione delle polveri in una delle torrette da 203 mm mentre si trovava nella baia di Cape Cod. Supportò le operazioni americane in Messico nel 1914, e durante la prima guerra mondiale fu posizionata nell'Atlantico; nel 1919 fece 5 crociere con il ruolo di trasporto truppe e in seguito fu trasferita nel Pacifico, dove servì fino al 1920. Fu venduta nel 1923.

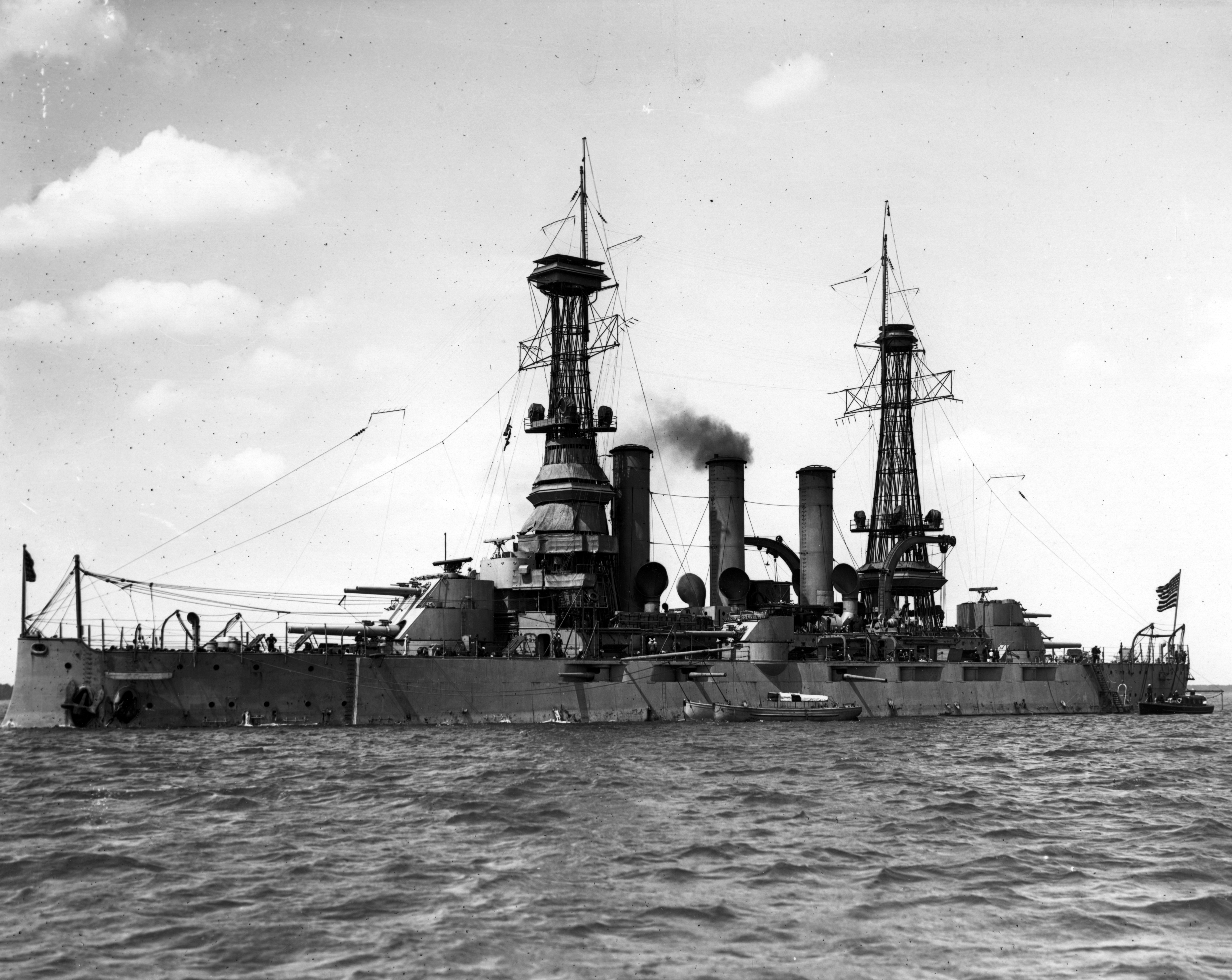
La USS Virginia nel 1918, dopo le modifiche effettuate durante la prima guerra mondiale